# Mats Qviström
Mats Thore Qviström, född 30 januari 1958 i Sollentuna, är en svensk skådespelare.

## Biografi
Qviström är utbildad vid Teaterhögskolan i Malmö 1980–1983. Under flera säsonger spelade han sommarteater i Södertälje. Han har erfarenhet från Boulevardteatern och Riksteatern (1987-1988). Åren 1988–1993 var han anställd vid Malmö stadsteater där han uppmärksammades för titelrollen i Don Juan, narren i Trettondagsafton och Valère i Den girige.
Nils Poppe engagerade honom till Fredriksdalsteatern i Helsingborg där han spelade i Spanska flugan 1992 och Bröderna Östermans huskors 1993, båda mot Mia Poppe. Därefter följde engagemang vid Östgötateatern och Stockholms stadsteater. Under 2007–2008 medverkade Qviström i många pjäser på Stadsteatern, som till exempel Krig och fred och Arsenik och gamla spetsar. På Stadsteatern har han arbetat tillsammans med skådespelare som Gustaf Skarsgård och Kjell Bergqvist.
Qviström gör Tintins svenska röst i Nelvanas tecknade TV-version om seriefiguren.

## Filmografi
- 1997 – Ørnens øje
- 2010 – I rymden finns inga känslor
- 2012 – Bitchkram
- 2012 – Djur jag dödade förra sommaren
- 2015 – Odödliga

### TV produktioner
- 1994 – Bröderna Östermans huskors
- 1993 – Spanska flugan
- 2000 - Skärgårdsdoktorn
- 2017 - Syrror
- 2017 – Jakten på tidskristallen (julkalender)
- 2019 – Den sista sommaren (TV-serie)

## Teater

### Roller (ej komplett)
| År   | Roll                                                        | Produktion                                                                          | Regi                           | Teater                                |
| ---- | ----------------------------------------------------------- | ----------------------------------------------------------------------------------- | ------------------------------ | ------------------------------------- |
| 1985 |                                                             | Klassfiende (Class Enemy) Nigel Williams                                            | Magnus Bergquist               | Riksteatern                           |
| 1985 | Benke                                                       | Förbjudet område Klas Östergren                                                     | Magnus Bergquist               | Riksteatern                           |
| 1987 |                                                             | Blasny, Blasny Michael Segerström och Johan Ulveson                                 | Johan Sundberg Johnny Melville | Boulevardteatern                      |
| 1989 |                                                             | Trettondagsafton (Twelfth Night, or What You Will) William Shakespeare              | Otomar Krejča                  | Malmö stadsteater                     |
| 1990 | Don Juan                                                    | Don Juan eller Stengästen (Dom Juan ou Le Festin de pierre) Molière                 | Eva Sköld                      | Malmö stadsteater                     |
| 1993 | Hjalmar Olsson                                              | Bröderna Östermans huskors Oscar Wennersten                                         | Hans Bergström                 | Fredriksdalsteatern                   |
| 1996 | Tiger                                                       | 900 Oneonta Street (900 Oneonta) David Beaird                                       | Gustaf Elander                 | Stockholms stadsteater                |
| 1996 | Freddy Avalon                                               | Maratondansen (They shoot horses, don't they?) Horace McCoy                         | Johan Huldt                    | Parkteatern                           |
| 1998 | Bruce                                                       | Makten och härligheten (The Absence of War) David Hare                              | Benny Fredriksson              | Stockholms stadsteater                |
| 1999 | Kommissarien Paul Slaktaren Amerikansk sjöman Jean Langaren | Piaf Pam Gems                                                                       | Benny Fredriksson              | Stockholms stadsteater                |
| 2000 | Slender                                                     | Muntra fruarna i Windsor (The Merry Wives of Windsor) William Shakespeare           | Ronny Danielsson               | Stockholms stadsteater                |
| 2005 | Luther Billis                                               | South Pacific Richard Rodgers och Oscar Hammerstein                                 | Åsa Melldahl                   | Malmö Opera                           |
| 2007 |                                                             | Motortown Simon Stephens                                                            | Tereza Andersson               | Östgötateatern                        |
| 2008 | Pastor Harper Mr Gibbs                                      | Arsenik och gamla spetsar (Arsenic and Old Lace) Joseph Kesselring                  | Eva Dahlman (skådespelare)     | Stockholms stadsteater                |
| 2010 | Börje                                                       | Anonyma singlar Katrin Sundberg                                                     | Katrin Sundberg                | Klara Soppteater                      |
| 2011 | De vuxna m.fl.                                              | Hair Gerome Ragni, James Rado och Galt MacDermot                                    | Ronny Danielsson               | Stockholms stadsteater                |
| 2012 | Bill                                                        | Kort möte (Brief Encounter) Noël Coward                                             | Colin Nutley                   | Stockholms stadsteater                |
| 2012 | Jättestora lilla pantern                                    | Peter Pan och Wendy (Peter Pan and Wendy) J.M. Barrie                               | Pia Johansson                  | Stockholms stadsteater                |
| 2015 | Fusi                                                        | Momo eller Kampen om tiden (Momo) Michael Ende                                      | Allan Svensson                 | Kulturhuset Stadsteatern              |
| 2017 | Pappan                                                      | Sant enligt vem? Jimmy Meurling                                                     | Jimmy Meurling                 | Teater Tre                            |
| 2019 | Peter                                                       | Shakespeare in Love Marc Norman och Tom Stoppard                                    | Ronny Danielsson               | Kulturhuset Stadsteatern/ Dansens hus |
| 2021 | Herr Zeller Max (Understudy)                                | Sound of Music Richard Rodgers, Oscar Hammerstein, Howard Lindsay och Russel Crouse | Ronny Danielsson               | Kulturhuset Stadsteatern              |
| 2024 |                                                             | Folkets fiende (En folkefiende) Henrik Ibsen                                        | Philip Zandén                  | Uppsala stadsteater                   |

## Radioteater
| År   | Roll   | Produktion                                          | Regi            |
| ---- | ------ | --------------------------------------------------- | --------------- |
| 1992 | Vakten | Chopins piano (Chopin's Piano) David Zane Mairowitz | Göran Stangertz |